# 科代卡纳尔
科代卡纳尔（Kodaikanal），是印度泰米尔纳德邦Dindigul县的一个城镇。总人口32931（2001年）。

## 人口
该地2001年总人口32931人，其中男性16777人，女性16154人；0—6岁人口3595人，其中男1817人，女1778人；识字率77.82%，其中男性为82.14%，女性为73.34%。